# Abdij van Somogyvár
De Abdij van Somogyvár (Hongaars: Somogyvári apátság) was een 11e-eeuwse benedictijnenabdij bij Somogyvár, in het koninkrijk Hongarije.

## Geschiedenis
De abdij is in 1091 door Ladislaus I van Hongarije gesticht en was gewijd aan Sint-Gillis, alsmede Petrus en Paulus. Ladislaus I is na zijn dood in 1095 in de abdij begraven. De vroegromaanse abdijkerk werd vanwege haar omvang en een brand pas in de tijd van Koloman van Hongarije voltooid.
De abdij was oorspronkelijk een dochtervestiging van die in Saint-Gilles-du-Gard, waarvan haar abt Odila bij de eerstesteenlegging aanwezig was. Somogyvár accepteerde tot ca. 1240 alleen Franse monniken. Gallus Anonymus heeft vermoedelijk een tijdlang in de abdij geleefd. Bolesław III van Polen heeft de abdij tijdens zijn boetvaardige bedevaart bezocht.
Het complex is na 1508 door de hervormingsbeweging van abt Mátyás Tolnai van Pannonhalma herbouwd en fungeerde tijdens de Ottomaanse bezetting van Hongarije als fort. De benedictijnen hebben waarschijnlijk na 1553 de abdij verlaten, waarna het complex geleidelijk aan is gesloopt.

## Architectuur
De abdijkerk kreeg in de tweede fase van haar bouw meer 'volwassen' vormen van de romaanse architectuur, zoals pilasters in plaats van lisenen. De kerk was een driebeukig basiliek met drie halfronde apsissen aan de oostkant en twee torens aan de westkant. Het schip bestond uit zes paren kruisvormige pijlers. De kerk was bijna 60 meter lang.
De aangetroffen versieringen en figuratieve decoraties zijn gedateerd in het eerste decennium van de 12e eeuw. Het vroeg-gotisch klooster stamt uit het tweede of derde decennium van de 13e eeuw.